# Mas Prats
Mas Prats és una masia de Riudellots de la Selva (Selva) inclosa a l'Inventari del Patrimoni Arquitectònic de Catalunya.

## Descripció
El Mas Prats està situat al cim d'un turó en una zona actualment destinada a naus industrials.
És una edifici de dues plantes i golfes amb vessant a laterals que ha sofert moltes modificacions. La façana principal, orientada en direcció sud, té portal rectangular amb llinda monolítica amb la data inscrita de 1782. Totes les obertures, excepte la de les golfes, són emmarcades amb pedra. L'accés principal avui s'ha traslladat a la façana nord on trobem un portal adovellat d'arc de mig punt situat sota un porxo de tres pilars de rajol que sostenen un embigat de fusta de vessant a laterals. La façana lateral esquerra presenta tres portes amb la llinda decorada amb relleu de motiu floral inscrit en un triangle, una de les quals porta la data de 1579. Aquí també hi trobem un porxo adossat amb pilars de rajol. La façana de ponent té un cos d'una sola planta adossat. El material del parament original era de maçoneria però les diferents reformes l'han substituït en algunes parts per rajol vist.
Totes aquestes intervencions i adossats han desvirtuat força el caràcter i la fesonomia típica d'aquest tipus de construccions.